# Christiana macrodon
Christiana macrodon är en malvaväxtart som beskrevs av Joaquim Franco de Toledo. Christiana macrodon ingår i släktet Christiana och familjen malvaväxter. Inga underarter finns listade i Catalogue of Life.